# 스톡홀름의 마지막 연인
《스톡홀름의 마지막 연인》(스웨덴어: Den allvarsamma leken)은 2017년 스웨덴의 영화이다. 

## 줄거리
첫눈에 서로에게 반한 촉망 받는 젊은 기자 '아비드(스베리르 구드나손 분)'와 화가의 딸 '리디아(카린 프란스 쾰로프 분)'
리디아 아버지의 갑작스러운 죽음으로 인해 미래를 장담할 수 없는 현실이 두 사람의 사이를 갈라놓는다.
10년 후, 두 사람의 애틋한 이야기가 다시 시작된다.

## 배역
- 스베리르 구드나손 - 아비드 역
- 카린 프란스 쾰로프 - 리디아 역
- 미카엘 니크비스트 - 마르켈 역
- 미켈 폴스라르 - 리드너 역
- 리브 미에네스 - 다그마르 역
- 고란 라그너스텀 - 안데르스 역
- 스벤 노딘 - 로슬린 역
- 리차드 포스그렌 - 로벤 역
- 알바 오귀스트 - 알마 역
- 맬린 퍼슨 - 펠리시아 역
- 스태펀 고테
- 페트로넬라 바커